# Celastrina polemica
Celastrina polemica är en fjärilsart som beskrevs av Lambertus Johannes Toxopeus 1928. Celastrina polemica ingår i släktet Celastrina och familjen juvelvingar. Inga underarter finns listade i Catalogue of Life.